# Nyzhni Sirohozy (huyện)
Huyện Nyzhni Sirohozy (tiếng Ukraina: Нижньосірогозький район, chuyển tự: Nyzhni Sirohozys’kyi raion) là một huyện của tỉnh Kherson thuộc Ukraina. Huyện Nyzhni Sirohozy có diện tích 1209 kilômét vuông, dân số theo điều tra dân số ngày 5 tháng 12 năm 2001 là 19697 người với mật độ 16 người/km2. Trung tâm huyện nằm ở Nyzhni Sirohozy.